# Раскрытие (реставрация)
Раскрытие — вид реставрационно-восстановительных работ культурных объектов, характерен для памятников искусства. Состоит в избавлении культурной ценности от более поздних наслоений. Вмешательство может быть оправдано при наличии более поздних наслоений, скрывающих подлинную историко-культурную ценность, находящуюся в удовлетворительном состоянии. Обязательными условиями являются: отсутствие значительной диффузии между авторскими и не авторскими наслоениями, а также гарантированная сохранность объекта. Все виды деятельности, которые могут прямо или косвенно повлиять на культурный объект, должны проводиться с учётом сохранения уникальности и характерных особенностей объекта. Внесение изменений допустимо при их обоснованности и требует специального разрешения.

## Раскрытие как метод реставрации в Венецианской хартии
Венецианская хартия по вопросам сохранения и реставрации памятников и достопримечательных мест считает нужным сохранять наслоения разных периодов, не считая сохранение единого стиля объекта целью реставрации. «Если здание несет на себе отпечатки многих культурных пластов, выявление более раннего пласта является исключительной мерой и может быть произведено при условии, если удаленные элементы не представляют интереса, если композиция после этого свидетельствует о высокой исторической, археологической или эстетической ценности, если состояние сохранности раскрываемого памятника признано удовлетворительным». Реставрация всегда сопровождается составлением документации, отчетами и фотографиями. Все этапы раскрытия должны быть там зафиксированы. Эти материалы должны быть предоставлены в распоряжение исследователей.

## Малкин о современной теории реставрации и раскрытии
Однако в конце 1990-х гг. М. Малкин, заведующий сектором теории и истории музейной реставрации Государственного Русского музея, сформулировал принципы теории реставрации последнего времени: «Теория реставрации последнего времени склоняется к принципам консервации. Исходя из этого посыла, можно сформулировать основное понятие как теории, так и практики научной реставрации: художественная ценность присуща лишь оригиналу; поэтому „целью реставрации должна быть консервация и раскрытие оригинала от позднейших, искажающих его обновлений, обеспечение его сохранности для передачи последующим поколениям“».

## Примеры раскрытия

### Спасо-Преображенский храм Полоцка
- Фото раскрытия фресок Спасо-Преображенского храма Полоцка
- Раскрытие фрески Спасо-Преображенского храма Полоцка
- Раскрытие другой фрески того же храма

Примером раскрытия как метода реставрации могут служить работы по раскрытию фресок XII в. Спасо-Преображенского храма Полоцка, которые планируют завершить к 2015 г. По словам научного руководителя работ, реставратора Юрия Малиновского: «Фактически в одном храме мы раскрываем и отслаиваем три слоя живописи: один XII века и два слоя XIX века. Таких больших объемов отслоений в мире еще никто не делал. Реставраторы сохраняют, укладывая на холсты, живописные слои XIX века, нанесенные во время подновления церкви в 30-е и 80-е годы позапрошлого века. Эти более поздние фрески, однако не менее ценные с исторической и художественной точек зрения, мы отслаиваем от живописи средневековой, укладываем и закрепляем на твердом основании для того, чтобы как можно больше людей смогли увидеть их уже в музейных экспозициях».

### Архикафедральный костёл Пресвятой Девы Марии в Минске

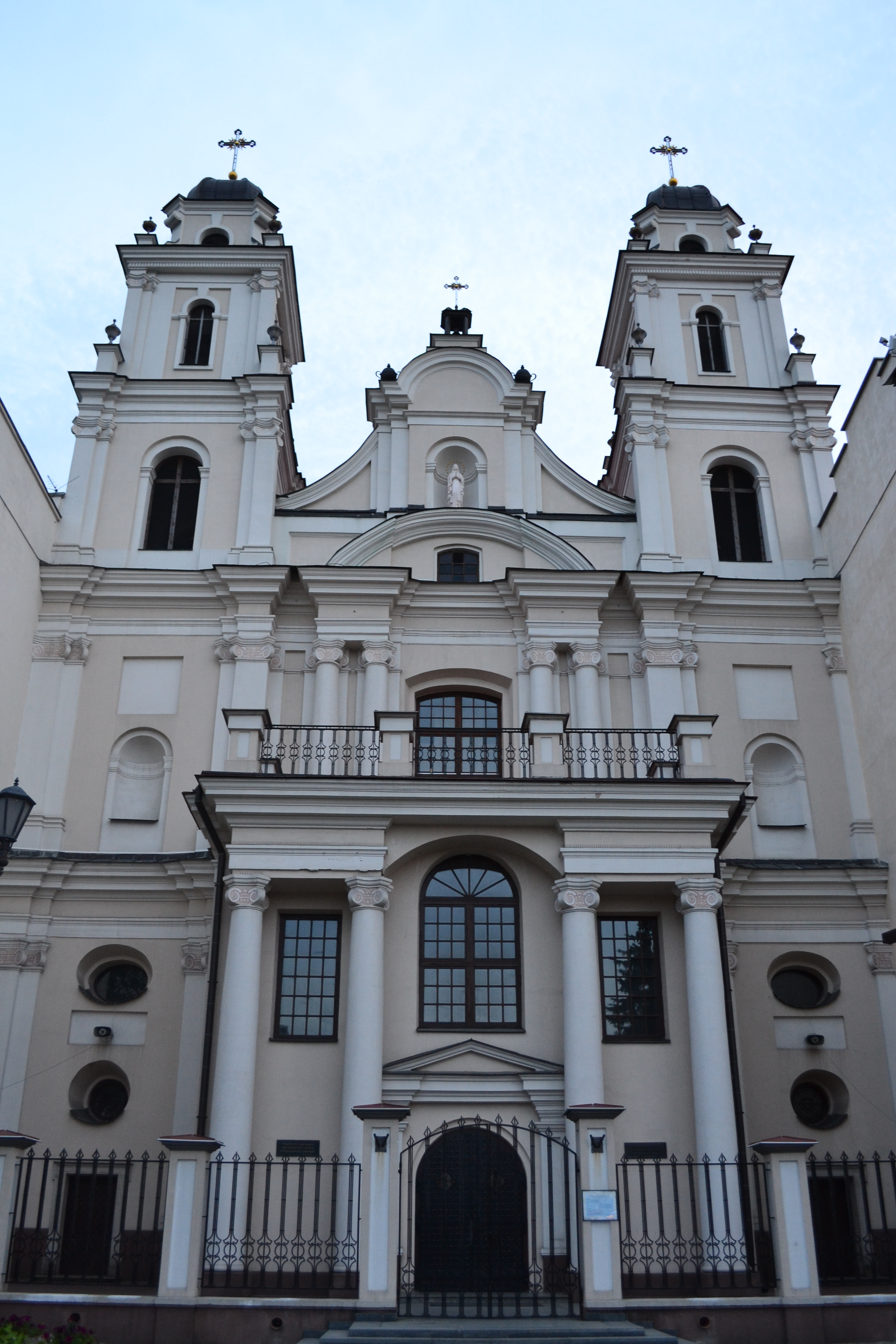
Собор Девы Марии

Главный католический храм Беларуси. Остался невредимым после двух войн, однако сильно пострадал в советский период: в 1930 г. костёл закрыли, в 1951 г. передали спортивному обществу «Спартак», после чего сделали Домом физкультурника. Для этого снесли 2 башни, переделали фасад, демонтировали алтарь. С 1993 по 1997 проходило восстановление первоначального облика костёла.

### Церковь Рождества Богородицы (Маломожейковская церковь), Мурованка

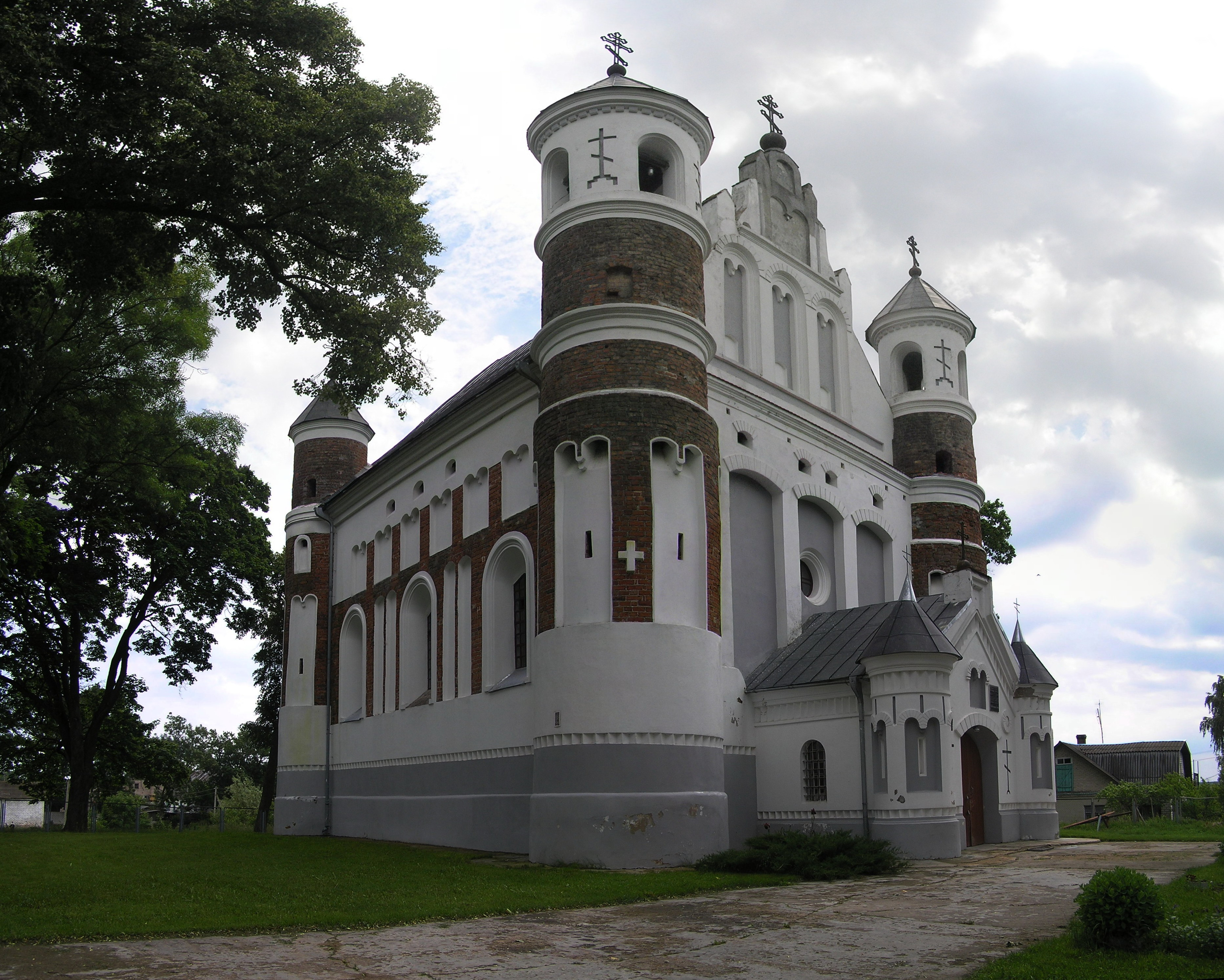
Мурованка

Уникальным памятником белорусской архитектуры является храм неподалёку от деревни Маломожейково Щучинского района Гродненской области. В XXI веке его раскрытием занялись студенты архитектурного факультета БНТУ под руководством доцента Г. А. Лаврецкого. В ходе работ обнаружилось, что план современного здания сильно отличался от изначального. «Так, например, — рассказывал Лаврецкий, — вход в кафоликон в изначальном варианте располагался совсем в другом месте, и нам удалось его обнаружить. Сделать это было не так просто: первые зондажи не давали никаких результатов. А все из-за того, что во время одной из поздних перестроек храма здание по всему периметру было доложено на один кирпич. Только когда мы начали пробивать вход изнутри, он наконец открылся». Самой большой удачей учёный назвал раскрытие готического портала, который был скрыт под более поздней аркой и слоем штукатурки.

## Альтернативный взгляд на раскрытие
Отношение к раскрытию неоднозначно. Нет никаких правил или законов, регламентирующих применение данного метода реставрации культурного наследия, в каждом конкретном случае принимается отдельное решение. Если рассматривать пример Спасо-Преображенской церкви Полоцка, то там реставраторы получили вместо 1 фрески 3. При этом появилась возможность любому желающему увидеть фрески XII в. Но если рассмотреть церковь Рождества Богородицы в Мурованке либо Архикафедральный собор в Минске, то станет понятна некоторая настороженность экспертов по отношению к раскрытию: после проведенных работ человечество утратило исторические объекты (в случае с Минском исчезло здание 1957 г.). В истории с восстановлением первозданного вида Мурованковской церкви, сам эксперт проилюстрировал дилемму перед реставраторами: «Теперь исследователям предстоит решить художественную задачу: в какой степени первоначальный вид храма должен быть восстановлен. Как отметил Г. А. Лаврецкий, имеются прекрасные европейские ориентиры. Например, Пречистенская церковь в Вильнюсе, которая по возрасту может равняться с Мурованкой. Декор этого храма полностью раскрыт. Через штукатурки видно древние конструкции. В такой же степени, считает ученый, нужно раскрывать и Маломожейковскую церковь».
 В каждом случае раскрытия работы сопряжены с определенным риском: как правило, учёным доподлинно неизвестно, есть ли под этим слоем декора более древний. Вполне может случится, что уничтожив более новый слой, мы не обретем более старый (так как его там никогда не было). И здесь нельзя найти единственно правильный ответ: стоит проводить такие работы или нет.

## Дополнительная информация
- Газета «Советский спорт», 4 июля 1957, стр. 2
- Свод реставрационных правил, Москва, 2011 г.
- Смирнова Л. М. «Методы современной реставрации»
- Фрески Спасо-Преображенского храма
- Le dégagement de couches picturales, ICOMOS principes pour la préservation et la conservation-restauration des peintures murales
- Uncovering of wall paintings, ICOMOS Principles for the Preservation and Conservation — Restoration of Wall Paintings — 2003